# Paraphisis spinicercis
Paraphisis spinicercis är en insektsart som beskrevs av Jin, Xingbao, D.K.M. Kevan och T.C. Hsu 1991. Paraphisis spinicercis ingår i släktet Paraphisis och familjen vårtbitare. Inga underarter finns listade i Catalogue of Life.